# T-Stoff
T-Stoff (alemany: Substància T) era una solució altament concentrada de peròxid d'hidrogen estabilitzat utilitzada a Alemanya durant la Segona Guerra Mundial. El RLM va especificar que el T-Stoff havia de contenir com a màxim el 80% (ocasionalment el 85%) de peròxid d'hidrogen (H₂O₂),i l'aigua remanent amb traces (<0,1%) d'estabilitzants. Els estabilitzants utilitzats incloïen 0,0025% d'àcid fosfòric, una barreja d'àcid fosfòric, fosfat de sodi i 8-oxiquinolina, i estannat de sodi.

## Usos
La descomposició de T-Stoff en vapor d'aigua calent, al voltant de 500º, i oxigen causada per l'addició del catalitzador Z-Stoff, es va utilitzar per impulsar les catapultes de llançament de la bomba volant V-1
Un ús similar es va utilitzar per impulsar les turbobombes del motor de la bomba volant V2. Les turbobombes impulsaven a pressió la barreja d'etanol i aigua al 74% (B-Stoff) com a combustible i oxigen líquid (LOX) (A-Stoff) com oxidant fins a la cambra de combustió del motor de coets de la V2.
La descomposició catalítica de T-Stoff amb Z-Stoff també es va utilitzar com a monopropel·lent en diversos motors de coets de tipus fred, incloent-hi les primeres versions del motor pel Messerschmitt Me 163A i en els motors de l'enlairament assistits per coets com el Walter HWK 109-500.
Un altre dels usos del T-Stoff era combinar-lo com a oxidant, amb C-Stoff (barreja de metanol-hidrazina-aigua) com a combustible, en el motor bipropellent Walter HWK 109-509 del Messerschmitt Me 163B i el Messerschmitt Me 263 en una proporció 3:1. 3 parts d'oxidant T-Stoff amb una part C-Stoff com a fuel. Com que les dues substàncies eren tan semblants visualment, es va desenvolupar un complex sistema de proves per assegurar-se que cada propel·lent es posés als dipòsits correctes del Messerschmitt Me 163. Això era perquè T-Stoff i C-Stoff són propulsors hipergòlics: s'encenen espontàniament quan es barregen a temperatures normals. Inclús una lleugera contaminació entre l'oxidant T-Stoff i el combustible C-Stoff podria provocar una explosió.
A causa del seu extrem poder oxidant, el T-Stoff era un producte químic molt perillós de manipular, de manera que es necessitaven vestits especials de cautxú quan es treballava amb ell, ja que reaccionava amb la majoria de tela, cuir o qualsevol altre material combustible, provocant-ne la combustió espontània.